# جودیکال کریلون
جودیکال کریلون (انگلیسی: Judicaël Crillon؛ زادهٔ ۲۱ نوامبر ۱۹۸۸) بازیکن فوتبال است.